# جيف ويغيرله
جيف ويغيرله (بالإنجليزية: Geoff Wegerle)‏ هو لاعب كرة قدم جنوب أفريقي في مركز الهجوم، ولد في 9 يونيو 1954 في بريتوريا في جنوب أفريقيا. لعب مع تامبا باي راوديز وتورونتو بليزارد وفاينورد.

## وصلات خارجية
- جيف ويغيرله على موقع قاعدة بيانات كرة القدم.إي يو (الإنجليزية)
- جيف ويغيرله على موقع عالم كرة القدم.نت (الإنجليزية)